# Bart Voskamp
Bart Voskamp (Wageningen, 6 de junio de 1968) es un ciclista neerlandés retirado, profesional entre 1993 y 2005, cuyos mayores éxitos deportivos los logró en la Vuelta a España donde consiguió 2 victorias de etapa, y en el Tour de Francia donde se obtuvo 1 victoria de etapa.

## Palmarés
| 1991 - Campeonato de los Países Bajos Contrarreloj 1994 - 1 etapa de la Vuelta a España 1996 - 2.º en el Campeonato de los Países Bajos en Ruta - 1 etapa del Tour de Francia 1997 - 1 etapa de la Vuelta a España 1999 - Campeonato de los Países Bajos Contrarreloj 2001 - Campeonato de los Países Bajos Contrarreloj - 1 etapa del Circuito Franco-Belga - 2 etapas del Ster Elektrotoer | 2002 - Ster Elektrotoer, más 1 etapa - Vuelta a Bélgica, más 1 etapa - 1 etapa del Tour de Luxemburgo 2003 - Gran Premio Pino Cerami - 1 etapa de la Vuelta a Bélgica - 2.º en el Campeonato de los Países Bajos Contrarreloj 2004 - 3.º en el Campeonato de los Países Bajos Contrarreloj |

## Resultados en Grandes Vueltas y Campeonato del Mundo
| Carrera              | Carrera              | 1993 | 1994 | 1995  | 1996 | 1997 | 1998 | 1999 | 2000  | 2001 | 2002 | 2003 | 2004 | 2005 |
| -------------------- | -------------------- | ---- | ---- | ----- | ---- | ---- | ---- | ---- | ----- | ---- | ---- | ---- | ---- | ---- |
|                      | Giro de Italia       | —    | —    | 99.º  | —    | —    | —    | —    | 123.º | —    | —    | —    | —    | —    |
|                      | Tour de Francia      | —    | Ab.  | 113.º | 99.º | 98.º | Ab.  | —    | 115.º | —    | —    | —    | —    | —    |
|                      | Vuelta a España      | 92.º | 38.º | —     | Ab.  | 96.º | Ab.  | —    | —     | —    | —    | —    | —    | —    |
| Mundial en Ruta      | Mundial en Ruta      | —    | —    | —     | Ab.  | 32.º | Ab.  | Ab.  | —     | Ab.  | 48.º | —    | —    | —    |
| Mundial Contrarreloj | Mundial Contrarreloj | —    | —    | —     | —    | —    | —    | 38.º | —     | 38.º | —    | —    | Exp. | —    |

—: no participa
Ab.: abandono
Exp.: expulsado

## Equipos
- TVM (1993-1999)
- Team Polti (2000)
- BankGiroLoterij (2001-2003)
- Chocolade Jacques (2004)
- Skil-Moser (2005)